# Antal Nagy (ur. 1944)
Antal Nagy (ur. 16 maja 1944 w Budapeszcie) – piłkarz węgierski grający na pozycji napastnika. W swojej karierze rozegrał 3 mecze w reprezentacji Węgier.

## Kariera klubowa
Karierę piłkarską Nagy rozpoczął w klubie Budapest Honvéd FC. W 1963 roku awansował do kadry pierwszej drużyny i w sezonie 1963/1964 zadebiutował w nim w pierwszej lidze węgierskiej. W 1964 roku wywalczył z Honvédem wicemistrzostwo Węgier oraz zdobył Puchar Węgier.
W 1968 roku Nagy odszedł do belgijskiego Standardu Liège. Strzelając w nim 20 goli został królem strzelców ligi belgijskiej w sezonie 1968/1969, a Standard wywalczył mistrzostwo Belgii.
W 1969 roku Nagy ponownie zmienił klub i został zawodnikiem holenderskiego FC Twente. Grał w nim 3 lata i w 1972 roku odszedł do Olympique Marsylia. W sezonie 1973/1974 grał w Hérculesie CF, a w sezonie 1974/1975 - w Wuppertaler SV. W sezonie 1975/1976 był piłkarzem UE Sant Andreu. Z kolei w sezonie 1976/1977 występował w Royal Antwerp FC i SM Caen, w którym zakończył karierę.

## Kariera reprezentacyjna
W reprezentacji Węgier Nagy zadebiutował 25 października 1964 roku w wygranym 2:1 towarzyskim spotkaniu z Jugosławią. W 1966 roku był w kadrze Węgier na Mistrzostwa Świata w Anglii, jednak na tym turnieju był rezerwowym i nie wystąpił ani razu. Od 1964 do 1965 roku rozegrał w kadrze narodowej 3 mecze.
| Mecze i gole w reprezentacji | Mecze i gole w reprezentacji | Mecze i gole w reprezentacji | Mecze i gole w reprezentacji | Mecze i gole w reprezentacji | Mecze i gole w reprezentacji | Mecze i gole w reprezentacji |
| #                            | Data                         | Stadion                      | Rywal                        | Wynik                        | Gol                          | Rozgrywki                    |
| 1964                         | 1964                         | 1964                         | 1964                         | 1964                         | 1964                         | 1964                         |
| ---------------------------- | ---------------------------- | ---------------------------- | ---------------------------- | ---------------------------- | ---------------------------- | ---------------------------- |
| 1.                           | 25.10.1964                   | Budapeszt, Węgry             | Jugosławia                   | 2:1                          | 0                            | towarzyski                   |
| 1965                         |                              |                              |                              |                              |                              |                              |
| 2.                           | 23.05.1965                   | Lipsk, NRD                   | NRD                          | 1:1                          | 0                            | el. MŚ 1966                  |
| 3.                           | 27.06.1965                   | Budapeszt, Węgry             | Włochy                       | 2:1                          | 0                            | towarzyski                   |